# Хуан Ху
Хуан Ху (1973 — 3 января 2003) — китайский массовый убийца.

## Биография
Хуан Ху в прошлом был доктором. Позже он стал руководителем детского учреждения. 24 ноября 2002 года Хуан Ху подмешал крысиный яд в соль в другом детском саду, отравив тем самым 70 детей, двое из которых скончались. Этот сад конкурировал с учреждением Хуан Ху. Следствие пришло к выводу, что Хуан Ху совершил данное преступление из зависти к успеху конкурента. Хуан Ху был арестован и приговорён к смерти 18 декабря 2002 года. Спустя 16 дней он был казнен.